# John Frederick Boyce Combe
Pour les articles homonymes, voir Combe (homonymie).
John Frederick Boyce Combe (1er août 1895 - 12 juillet 1967) est un officier de l'armée britannique avant et pendant la Seconde Guerre mondiale. Il reçut deux fois l'Ordre du service distingué pour son service dans la guerre du Désert (notamment avec la Combeforce qu'il commandait), avant d'être capturé en avril 1941 et de passer près de deux ans et demi comme prisonnier de guerre en Italie. Libéré en septembre 1943 lors de l'avancée alliée en Italie, il regagne le territoire allié et, d'octobre 1944 jusqu'à la fin de la guerre, commanda une brigade blindée.